# Manate turcomeno
Manate ou mánate (AZN), oficialmente manat ou mánat turcomeno ou turquemeno é a unidade monetária do Turcomenistão. Foi introduzia a 1 de novembro de 1993, substituindo o rublo russo a uma taxa de 1 manate = 500 rublos. O código ISO 4217 era antigamente TMM e o manate estava dividido em 100 tengués (teňňe´, em turcomeno; plural: teňňesi). A abreviatura m é por vezes usada, por exemplo, 25 000 m são vinte e cinco mil manates.
A 1 de janeiro de 2009, foi introduzido o novo manate, com o novo códio ISO 4217 TMT a uma taxa de 5 000 antigos manates para 1 novo manate.

## Etimologia
A palavra "manate" é um empréstimo do russo "монета" ("moneta"), significando "moeda". Da mesma forma, a palavra "manate" era usada para o rublo soviético, quer em azerbaijano (que também usa o manate), quer em turcomeno.

## Moedas
Em 1993 foram introduzidas moedas com as denominações 1, 5, 10, 20 e 50 tengués. As moedas de 1, 5 e 10 tengués foram cunhadas em aço revestido a cobre, com as denominações mais altes em aço revestido a níquel. Esta primeira série de moedas teve uma vigência curta já que o seu valor metálico rapidamente ultrapassou o seu valor facial. Depois de um período de inflação alta, novas moedas de 500 e 1 000 manates foram introduzidas em 1999. Todas as moedas deste período tinham obrigatoriamente por lei de apresentar uma imagem do presidente do Turcomenistão.
Durante a reforma monetária de 2009, foram cunhadas novas moedas de 1, 2, 5, 10, 20 e 50 tengués, com moedas bimetálicas de 1 e 2 manates a seguirem-se em 2010. As moedas de 1, 2 e 5 tengués são em aço revestido a níquel, enquanto as moedas de 10, 20 e 50 tengués são feitas de latão. Ao invés de apresentarem o atual chefe de Estado, as moedas apresentam um mapa do Turcomenistão, com a Torre da Independência sobreposta. Todas as moedas em circulação foram cunhadas na Royal Mint, a casa da moeda britânica.

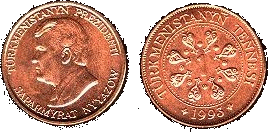
Moeda de 1 tengué
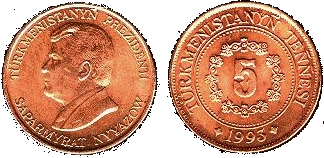
Moeda de 5 tengués
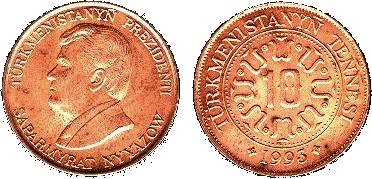
Moeda de 10 tengués

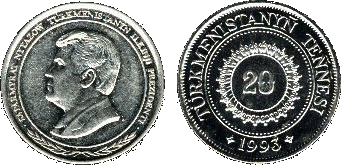
Moeda de 20 tengués
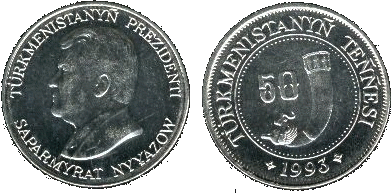
Moeda de 50 tengués

### Primeiro manate
Em 1993, as notas de manate foram introduzidas com as denominações de 1, 5, 10, 20, 50, 100 e 500 manates, substituindo o rublo soviético. A estas seguiram-se notas de 1 000 manates em 1995 e de 5 000 e 10 000 manates em 1996. Em 2005, uma nova série de notas foi posta em circulação, com as denominações de 50, 100, 500, 1 000 e 10 000 manates. Todas as notas, com a exceção das de 1 e 5 manates, apresentavam o retrato do antigo presidente Saparmyrat Nyýazow. Todas as notas turcomenas eram produzidas pela companhia De La Rue.

### Primeiro manate (segunda emissão)
Em 2005, uma nova série de notas de manate foi introduzida. Originalmente tinha o objetivo de substituir o primeiro manate a uma taxa fica de 1000 por 1 (primeiro) manate, contudo a revalorização foi adiada e a nova emissão passou a circular a par do primeiro manate. A série de notas foi introduzida com as denominações de 50, 100, 500, 1 000, 5 000 e 10 000 manates. Duas novas moedas foram também introduzidas em duas denominações: 500 e 1 000 manates. Quer a primeira, quer a segunda emissão de notas de manate circularam conjuntamente até à emissão do segundo manate (revalorizado) em 2009.

### Segundo manate
Após hiperinflação ter significativamente desvalorizado a moeda, foi introduzido um novo manate, a uma taxa de câmbio fixa de 5 000 antigos manates por 1 novo manate. As notas foram impressas em denominações de 1, 5, 10, 20, 50, 100 e 500 novos manates. Como parte de um esforço por parte do governo turcomeno para desmantelar o culto de personalidade ao antigo presidente Niyazov e ajudar a diferenciar politicamente o novo poder, apenas a nota mais alta (de 500 manates) apresenta o retrato do antigo líder. As notas de 500 manates ainda não foram postas em circulação. As outras denominações apresentam imagens de edifícios em Asgabade e retratos de Ahmed Sanjar, Oghuz Khan, Magtymguly Pyragy e outras figuras históricas turcomenas.
| Notas do segundo manate | Notas do segundo manate | Notas do segundo manate | Notas do segundo manate | Notas do segundo manate | Notas do segundo manate                                                   | Notas do segundo manate                                                                                | Notas do segundo manate | Notas do segundo manate  | Notas do segundo manate                                  |
| Imagem                  | Imagem                  | Valor                   | Dimensões               | Cor principal           | Descrição                                                                 | Descrição                                                                                              | Data de emissão         | Data da primeira emissão | Marca-de-água                                            |
| Anverso                 | Reverso                 | Valor                   | Dimensões               | Cor principal           | Frente                                                                    | Verso                                                                                                  | Data de emissão         | Data da primeira emissão | Marca-de-água                                            |
| ----------------------- | ----------------------- | ----------------------- | ----------------------- | ----------------------- | ------------------------------------------------------------------------- | --- | ----------------------- | ------------------------ | -------------------------------------------------------- |
|                         |                         | 1 manat                 | 120× 63 mm              | Verde-clara             | Emblema do Turquemenistão; Tugril Bei                                     | Döwlet medeniýet merkezi (Centro Cultural do Turcomenistão), Asgabade                                  | 2009                    | 1 de janeiro de 2009     | Tugril Bei, bandeira e eletrótipo 1                      |
|                         |                         | 5 manates               | 126 x 63 mm             | Bronzeada               | Emblema do Turquemenistão; Soltan Sanjar                                  | Garaşsyzlyk Binasy (Monumento à Independência), Bitaraplyk Binasy (Monumento à Neutralidade), Asgabate | 2009                    | 1 de janeiro de 2009     | Soltan Sansar, bandeira e eletrótipo 5                   |
|                         |                         | 10 manates              | 132 x 66 mm             | Vermelha                | Emblema do Turquemenistão; Magtymguly Pyragy                              | Edifício do Banco Central, Asgabade                                                                    | 2009                    | 1 de janeiro de 2009     | Magtymguly Pyragy, bandeira e eletrótipo 10              |
|                         |                         | 20 manates              | 138 x 69 mm             | Púrpura                 | Emblema do Turquemenistão; Görogly (também conhecido como Köroğlu)        | Ruhyýet Köşgi (Palácio da Espiritualidade), Asgabade                                                   | 2009                    | 1 de janeiro de 2009     | Görogly, bandeira e eletrótipo 20                        |
|                         |                         | 50 manates              | 144 x 72 mm             | Verde-escura            | Emblema do Turquemenistão; Gorgut Ata (também conhecido como Dede Korkut) | Türkmenistanyň Mejlisi (Assembleia Nacional do Turcomenistão), Asgabade                                | 2009                    | 1 de janeiro de 2009     | Gorkut Ata, bandeira e eletrótipo 50                     |
|                         |                         | 100 manates             | 150 x 75 mm             | Azul                    | Emblema do Turquemenistão; Oguz Khan                                      | Prezident Köşgi (Palácio Presidencial), Asgabade                                                       | 2009                    | 1 de janeiro de 2009     | Oguz Khan, bandeira e eletrótipo 100                     |
|                         |                         | 500 manates             | 156 x 78 mm             | Dourada                 | Emblema do Turquemenistão; Saparmyrat Nyýazow                             | Kypçak Metjidi (Mesquita Quipechaque)                                                                  | 2009                    | 1 de janeiro de 2009     | Presidente Saparmyrat Nyýazow, bandeira e eletrótipo 500 |